# Fernand Jourdant
Fernand Jourdant (Flers, 1903. február 3. – Toulouse, 1956. január 2.) olimpiai bajnok francia párbajtőrvívó.